# Leichtathletik-Europameisterschaften 1982/20 km Gehen der Männer

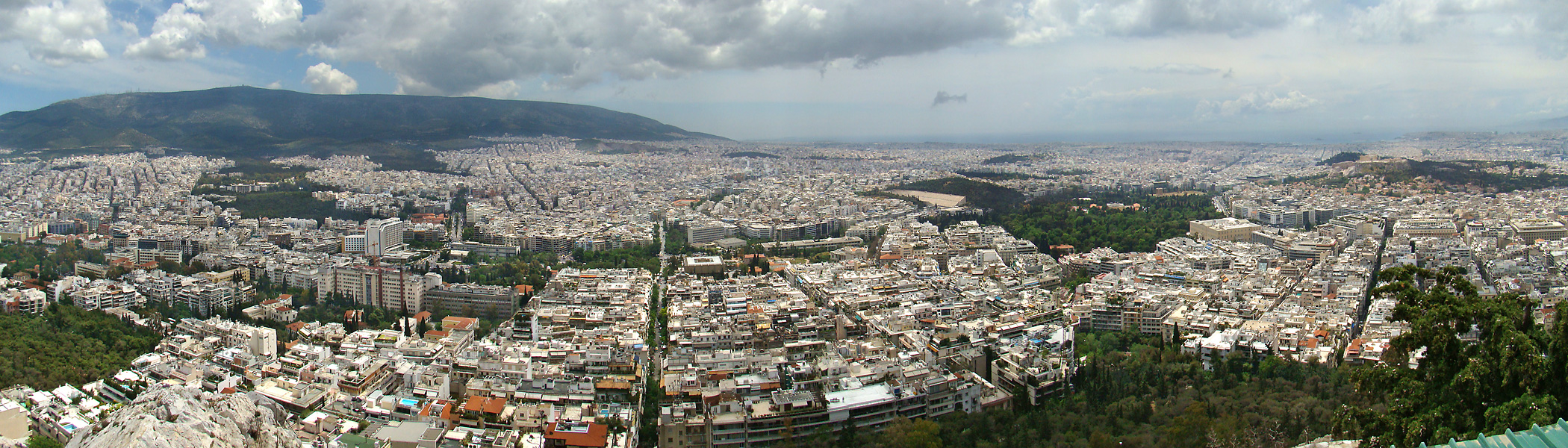
Blick auf Athen vom Mount Lycabettus

Das 20-km-Gehen der Männer bei den Leichtathletik-Europameisterschaften 1982 wurde am 7. September 1982 in den Straßen Athens ausgetragen.
In diesem Wettbewerb gab es mit Silber und Bronze zwei Medaillen für die Geher aus der Tschechoslowakei. Europameister wurde der Spanier José Marín, der drei Tage später Silber im 50-km-Gehen gewann. Den zweiten Platz belegte Jozef Pribilinec. Bronze ging an Pavol Blažek.

## Bestehende Rekorde / Bestleistungen
Anmerkung:

Rekorde wurden damals im Marathonlauf und Straßengehen wegen der unterschiedlichen Streckenbeschaffenheiten mit Ausnahme von Meisterschaftsrekorden nicht geführt.
| Weltbestzeit         | 1:19:35 h   | Domingo Colin     | Tscherkassy, Sowjetunion (heute Ukraine) | 27. April 1980  |
| Europabestzeit       | 1:19:53 h   | Jewgeni Jewsjukow | Tscherkassy, Sowjetunion (heute Ukraine) | 27. April 1980  |
| Meisterschaftsrekord | 1:23:11,5 h | Roland Wieser     | EM in Prag, Tschechoslowakei             | 30. August 1978 |

Der bestehende EM-Rekord wurde bei diesen Europameisterschaften nicht erreicht. Mit seiner Siegerzeit von 1:23:43 h blieb der spanische Europameister José Marín 31,5 s über dem Rekord. Zur Europabestzeit fehlten ihm 3:50 min, zum Weltrekord 4:07 min.

## Durchführung
Hier gab es keine Vorrunde, alle 21 Geher traten gemeinsam zum Finale an.

## Legende
Kurze Übersicht zur Bedeutung der Symbolik – so üblicherweise auch in sonstigen Veröffentlichungen verwendet:
| DSQ | disqualifiziert |

## Ergebnis
7. September 1982
| Platz | Name                  | Nation           | Zeit (h) |
| ----- | --------------------- | ---------------- | -------- |
| 1     | José Marín            | Spanien          | 1:23:43  |
| 2     | Jozef Pribilinec      | Tschechoslowakei | 1:25:55  |
| 3     | Pavol Blažek          | Tschechoslowakei | 1:26:13  |
| 4     | Gérard Lelièvre       | Frankreich       | 1:26:30  |
| 5     | Alessandro Pezzatini  | Italien          | 1:26:39  |
| 6     | Carlo Matioli         | Italien          | 1:26:56  |
| 7     | Nikolai Matwejew      | Sowjetunion      | 1:27:57  |
| 8     | Reima Salonen         | Finnland         | 1:28:04  |
| 9     | Roland Wieser         | DDR              | 1:29:11  |
| 10    | Pjotr Potschintschuk  | Sowjetunion      | 1:30:13  |
| 11    | Steve Barry           | Großbritannien   | 1:31:00  |
| 12    | Martial Fesselier     | Frankreich       | 1:32:23  |
| 13    | Ian McCombie          | Großbritannien   | 1:32:36  |
| 14    | José Pinto            | Portugal         | 1:34:19  |
| 15    | Lennart Mether        | Schweden         | 1:35:09  |
| 16    | Jan Staaf             | Schweden         | 1:37:37  |
| 17    | Franz-Josef Weber     | BR Deutschland   | 1:39:38  |
| 18    | Leif Christensen      | Dänemark         | 1:45:45  |
| DSQ   | Bo Gustafsson         | Schweden         |          |
| DSQ   | Maurizio Damilano     | Italien          |          |
| DSQ   | Aristidis Karagiorgos | Griechenland     |          |